# Giuseppe Albani
Giuseppe Albani, italijanski diakon in kardinal, * 13. september 1750, Rim, † 3. december 1834.

## Življenjepis
23. februarja 1801 je bil povzdignjen v kardinala in imenovan za kardinal-diakona S. Cesareo in Palatio; 2. oktobra 1818 je bil imenovan še za kardinal-diakona S. Eustachio in 28. januarja 1828 za S. Maria in Via Lata.
20. maja 1817 je bil imenovan za prefekta Kongregacije za škofe; s tega položaja je odstopil 12. marca 1823.
31. marca 1829 je bil imenovan za državnega sekretarja Rimske kurije in 23. aprila 1830 za knjižničarja Vatikanske knjižnice.